# Francesco Boldrini

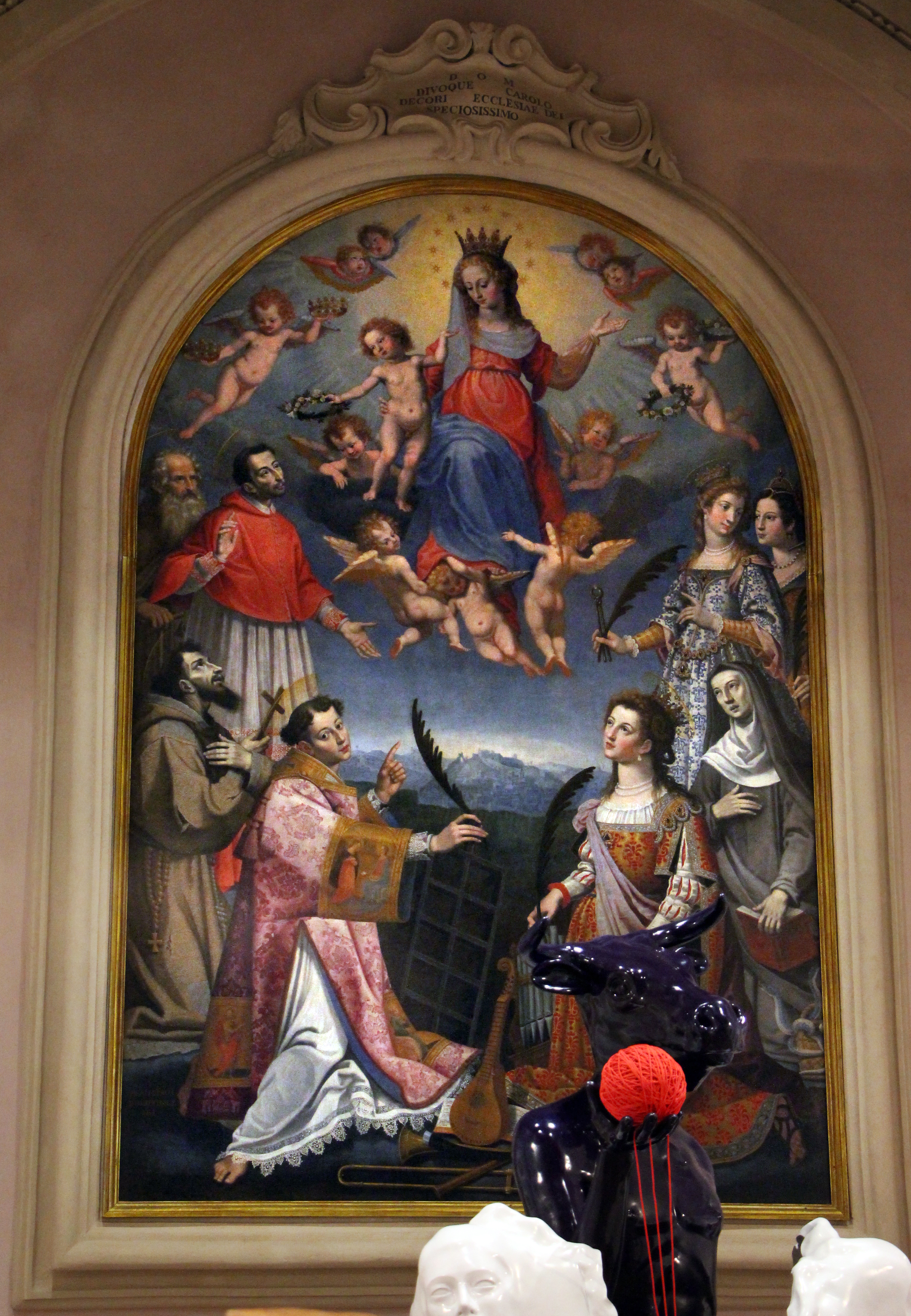
Madonna e santi a Castelfiorentino

Francesco Boldrini (Firenze, 1584 – Firenze, 1648) è stato un pittore italiano, attivo in Toscana nella prima metà del XVII secolo.

## Biografia
Di formazione tardo-manierista fiorentina, legata a Giovanni Battista Naldini, dimostrò di conoscere le novità di Francesco Curradi e altri, rinnovandosi in senso controriformato.
Fu attivo soprattutto nel contado fiorentino, in particolare nella zona di Castelfiorentino e del Chianti. Tra le opere conosciute, una Madonna del Rosario e santi (1615) al Museo di San Francesco a Greve in Chianti e un San Carlo Borromeo in collezione privata.